# Форт-Салонга (Нью-Йорк)
Форт-Салонга (англ. Fort Salonga) — переписна місцевість (CDP) в США, в окрузі Саффолк штату Нью-Йорк. Населення — 9652 особи (2020).

## Географія
Форт-Салонга розташований за координатами 40°54′13″ пн. ш. 73°18′9″ зх. д. / 40.90361° пн. ш. 73.30250° зх. д. (40.903614, -73.302468).  За даними Бюро перепису населення США в 2010 році переписна місцевість мала площу 25,75 км², з яких 25,46 км² — суходіл та 0,29 км² — водойми.

## Демографія
Згідно з переписом 2010 року, у переписній місцевості мешкало 10 008 осіб у 3370 домогосподарствах у складі 2755 родин. Густота населення становила 389 осіб/км².  Було 3484 помешкання (135/км²).
Расовий склад населення:
| - 95,2 % — білих - 2,2 % — азіатів - 0,9 % — чорних або афроамериканців - 0,1 % — вихідців з тихоокеанських островів - 0,1 % — корінних американців |

До двох чи більше рас належало 0,8 %. Частка іспаномовних становила 3,9 % від усіх жителів.
За віковим діапазоном населення розподілялося таким чином: 26,4 % — особи молодші 18 років, 57,9 % — особи у віці 18—64 років, 15,7 % — особи у віці 65 років та старші. Медіана віку мешканця становила 45,1 року. На 100 осіб жіночої статі у переписній місцевості припадало 100,5 чоловіків;  на 100 жінок у віці від 18 років та старших — 100,1 чоловіків також старших 18 років.
Середній дохід на одне домашнє господарство  становив 163 819 доларів США (медіана — 122 554), а середній дохід на одну сім'ю — 185 880 доларів (медіана — 139 265). Медіана доходів становила 104 976 доларів для чоловіків та 75 202 долари для жінок. За межею бідності перебувало 5,8 % осіб, у тому числі 5,6 % дітей у віці до 18 років та 4,6 % осіб у віці 65 років та старших.
Цивільне працевлаштоване населення становило 4324 особи. Основні галузі зайнятості: освіта, охорона здоров'я та соціальна допомога — 30,9 %, фінанси, страхування та нерухомість — 13,6 %, науковці, спеціалісти, менеджери — 10,1 %, роздрібна торгівля — 8,7 %.